# Округ Патнам (Охајо)
Округ Патнам (енгл. Putnam County) је округ у америчкој савезној држави Охајо.

## Демографија
По попису из 2010. године број становника је 34.499, што је 227 (-0,7%) становника мање него 2000. године.
| Група             | 2000.          | 2010.          |
| Белци             | 32.916 (94,8%) | 32.246 (93,5%) |
| Афроамериканци    | 58 (0,2%)      | 94 (0,3%)      |
| Азијати           | 61 (0,2%)      | 81 (0,2%)      |
| Хиспаноамериканци | 1.521 (4,4%)   | 1.890 (5,5%)   |
| Укупно            | 34.726         | 34.499         |